# Coahuilteken

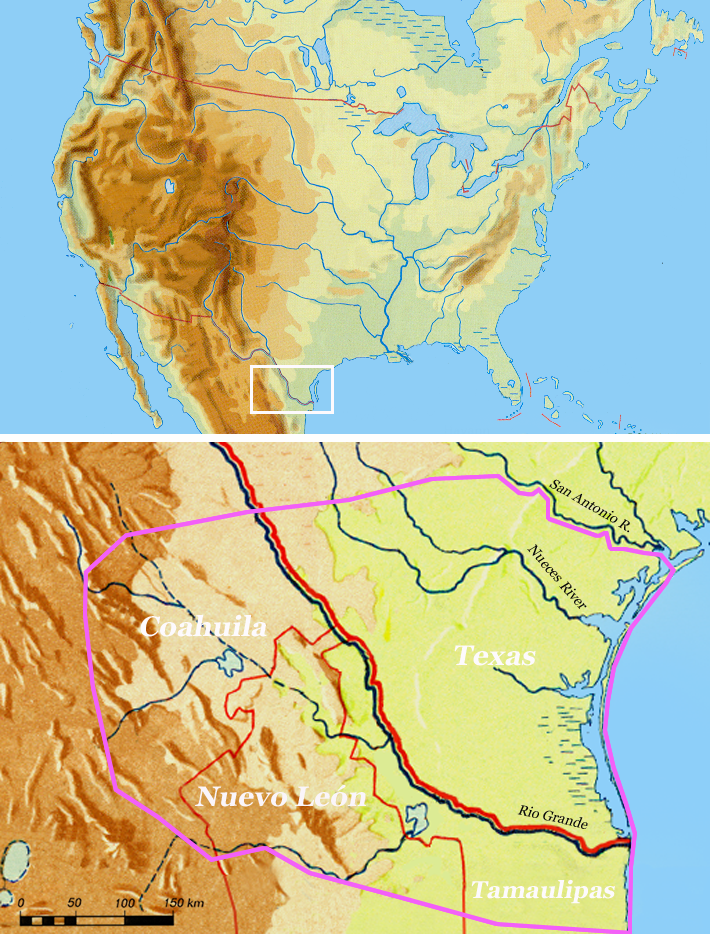
Woongebied van de Coahuilteken

De Coahuilteken waren een Indiaans volk dat leefde langs de Rio Grande in Zuid-Texas en Coahuila.
Ze werden voor het eerst beschreven door Álvar Núñez Cabeza de Vaca. Latere Europese reizigers beschrijven de Coahuilteken als een zeer armzalig volk, dat onder andere leefde van rottend vlees en vliegen. Waarschijnlijk heeft een oorspronkelijk Europese ziekte nog voor de komst van de Europeanen het gebied van de Coahuilteken bereikt en daar een enorme epidemie aangericht. Oorlogen met Spanjaarden en Apaches verzwakten de Coahuilteken nog verder. Tegenwoordig zijn de Coahuilteken uitgestorven, of in ieder geval niet meer als aparte groep herkenbaar.